# Xanthostemon macrophyllus
Xanthostemon macrophyllus är en myrtenväxtart som beskrevs av Renato Pampanini. Xanthostemon macrophyllus ingår i släktet Xanthostemon och familjen myrtenväxter. Inga underarter finns listade i Catalogue of Life.